# Dante de Blasi
Dante de Blasi (auch Dante De Blasi; * 25. Oktober 1873 in Uggiano la Chiesa; † 10. Juli 1956 in Rom) war ein italienischer Mediziner und Hygieniker an der Universität Rom.

## Leben
De Blasi erwarb 1893 das Abitur und schloss 1899 sein Studium der Medizin an der Universität Rom mit Auszeichnung ab. Seine Dissertation zu einem embryologischen Thema wurde mit dem Girolami-Preis ausgezeichnet. Während seines Militärdienstes, den de Blasi als Militärarzt absolvierte, führte er Untersuchungen zur mechanischen Prophylaxe gegen Malaria in den Garnisonen entlang des Tiber durch.
1902 wurde de Blasi zunächst Assistenzarzt in der Kinderklinik von Rom, bevor er 1903 eine Stelle im Hygieneinstitut von Rom erhielt. 1905 wurde er Dozent. 1920 erhielt de Blasi einen Ruf an die Universität Cagliari, bereits 1921 einen Ruf als Leiter der Abteilung für Hygiene an die Medizinische Fakultät der Universität Neapel. 1924 erhielt er dort eine ordentliche Professur. 1935 wurde de Blasi Nachfolger von Giuseppe Sanarelli (1865–1940) (einem der Namengeber der Sanarelli-Schwartzmann-Reaktion) auf dem Lehrstuhl für Hygiene der Universität Rom. 1944 wurde er emeritiert.

## Wirken
De Blasi leistete wesentliche Beiträge zu zahlreichen Teilgebieten der medizinischen Hygiene und Mikrobiologie. Insbesondere zum Phänomen der Agglutination bei Typhus (als Labortest) veröffentlichte er wichtige Arbeiten. Er konnte nachweisen, dass verschiedene Unterarten der Shigellen als Erreger der Bakterienruhr infrage kommen. De Blasi beschäftigte sich mit filtrierbaren Viren und konnte als Erster nachweisen, dass sich durch Inokkulation mit Ultrafiltraten betroffener Tiere bestimmte Tumoren in anderen Tieren hervorrufen lassen (siehe Onkovirus). Unabhängig von P. Remlinger konnte de Blasi zeigen, dass sich das Tollwutvirus aus den Negri-Körperchen befallener Tiere filtrieren lässt. Weitere frühe Arbeiten befassten sich mit der infektiösen Agalaktie der Schafe und Ziegen, dem Übergang von Antikörpern in die Muttermilch einschließlich ihrer Resorption sowie mit Autovakzination.
Er konnte zudem wichtige Beiträge zum Verständnis der Opsonine leisten. In der Debatte um den serologischen Nachweis der Malaria bezog de Blasi Stellung, dass dieser zumindest mittels Komplementbindungsreaktion nicht möglich sei. Insbesondere falsch-positive Nachweise für Syphilis in der Wassermann-Reaktion führten zu Problemen. De Blasi konnte weitere Fehlerquellen des Verfahrens aufklären. Weitere Arbeiten de Blasis dieser Zeit befassten sich mit Hämolyse bei Malaria und der Babesiose des Hundes. De Blasi konnte die Ursache einer Typhus-Epidemie in Albano Laziale 1912 aufklären; für diese Arbeit erhielt er 1923 in Straßburg auf dem Kongress anlässlich des 100. Geburtstags Louis Pasteurs ein Ehrendiplom.
De Blasi gehörte zu den Herausgebern folgender wissenschaftlicher Fachzeitschriften: Annali di igiene, Igiene moderna, Giornale di batteriologia e immunologia, Giornale di parassitologia und Revue internationale de la vaccine.

## Auszeichnungen
- 1928 Mitglied der Accademia Pontaniana[2]
- 1929 Mitglied der Accademia d’Italia[3]
- 1933 Mitglied der Leopoldina (Sektion für Mikrobiologie und Immunologie)[4]
- 1936 Mitglied der Accademia Nazionale dei Lincei
- 1937 Cothenius-Medaille der Leopoldina[5]
- 1937 Mitglied der Accademia Nazionale delle Scienze[6]
- 1942 Mitglied der Päpstlichen Akademie der Wissenschaften[7]